# Monastère d'Agía Nápa
Le monastère d'Agía Nápa (grec moderne : Μονή Αγίας Νάπας) est un monastère orthodoxe situé dans le village d'Agía Nápa sur l'île de Chypre,,.
Le monastère d'Agía Nápa est fondé pendant le Moyen Âge, probablement dès la période byzantine. Le monastère est initialement fondé au sein d'une grotte où une icône de la Vierge Marie (Panagía) est découverte. Le site est autrefois entouré de forêts, d'où la dédicace du monastère à la « Vierge Marie de la Forêt » (Panagía tis Nápis), qui lui donne sa dénomination définitive d'Agía Nápa, « Sainte-Forêt ». Le monastère est mentionné pour la premmière fois en 1366. Les bâtiments actuels du monastère datent de la période vénitienne, plus précisément au XVe siècle, et constituent un exemple représentatif de l'architecture vénitienne. Depuis le XVIIe siècle, le monastère est inhabité. Le village actuel d'Agía Nápa, qui se développe sur le site depuis le XVIIIe siècle, tire son nom du monastère,.
En 1950, des travaux de restauration des bâtiments du monastère ont lieu. Depuis 1978, il sert de lieu de rencontre œcuménique pour les églises de Chypre et du Moyen-Orient,.

## Photographies

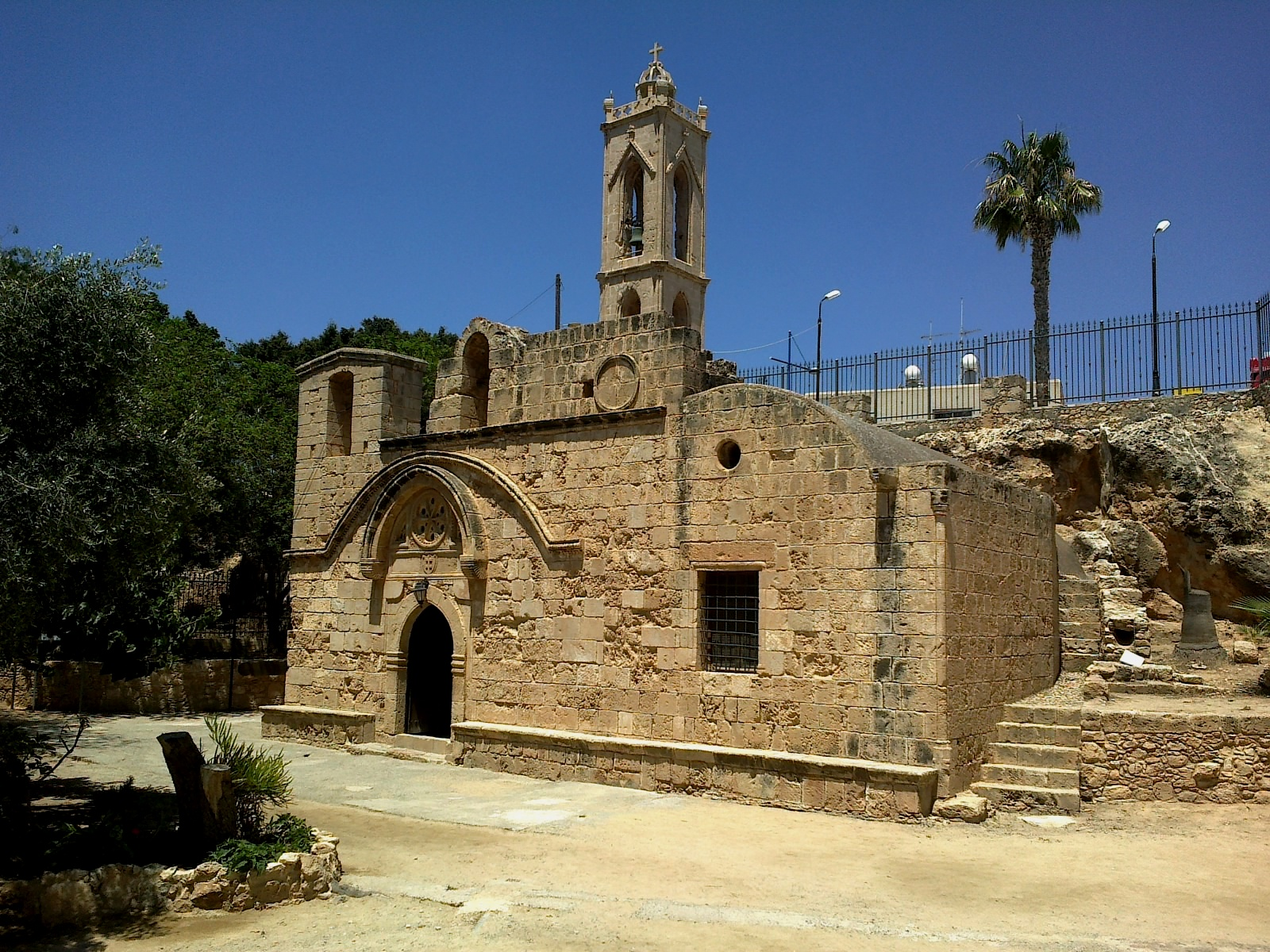
Vue de l'église du monastère.